# Кућа у Дунавској улици бр. 20 у Новом Саду
Кућа у Дунавској улици бр. 20 у Новом Саду изграђена је 1852. године по пројекту баумајстора Георга Молнара и представља непокретно културно добро као споменик културе.

## Архитектура куће
Кућа је приземна зграда правоугаоне основе, која се налази на углу Дунавске и Игњата Павласа улице. Kратка улична фасада из Дунавске улице, са средишним правоугаоним улазом и два прозорска отвора (излога) бочно од њега, завршава мањом равном атиком коју красе две вазе. Испод целе грађевине се налази подрум. Просторије у кући су распоређене тако да се ређају једна за другом. Просторије до улице се користе за локал док се просторије према дворишту, користе као стамбени простор.
Фасада из Дунавске улице је претрпела измене заменом оргиналне столарије, постављањем перди и конзолних светиљки. На фасади из улице Игњата Павласа отворена су три нова портала на месту прозора. Ентеријер објекта је такође измењен.

## Занимљивости
Kао један од два партерна објекта у Дунавској улици (друга је кућа под бројем 18), кућа представља раритетан урбанистички пример и сведочанство о некадашњим градитељским правилима. У време настанка куће, због гранатирања са Петроварадинске тврђаве, у граду је била успостављена територијална линија опасности са забраном градње у њој. Kако су куће на броју 20 и 18 биле у непосредној близини артиљеријског домета, у том делу града је била дозвољена само ниска, приземна градња.